# Anne Keothavong
Anne Keothavong (født 16. september 1983 i Hackney, Storbritannien) er en professionel tennisspiller fra Storbritannien.